# توم كوكرين
توم كوكرين هو كاتب ومغني وموسيقي ومغن مؤلف كندي، ولد في 14 مايو 1953 في Lynn Lake ‏ في كندا.

## وصلات خارجية
- الموقع الرسمي
- توم كوكرين على موقع IMDb (الإنجليزية)
- توم كوكرين على موقع ميوزك برينز (الإنجليزية)
- توم كوكرين على موقع إن إن دي بي (الإنجليزية)
- توم كوكرين على موقع أول ميوزيك (الإنجليزية)
- توم كوكرين على موقع ديسكوغز (الإنجليزية)